# Rhaphidophora ovoidea
Rhaphidophora ovoidea är en kallaväxtart som beskrevs av Auguste Jean Baptiste Chevalier. Rhaphidophora ovoidea ingår i släktet Rhaphidophora och familjen kallaväxter. Inga underarter finns listade.